# Otto F. Geyer
Otto F. Geyer, slovenski zgodovinar, predavatelj in akademik, * 18. maj 1924, † 12. november 2002.
Geyer je deloval kot redni profesor stratigrafije, paleontologije in paleoekologije na univerzi v Stuttgartu in bil dopisni član Slovenske akademije znanosti in umetnosti (od 7. junija 2001).